# Здание Академии наук Латвии
Здание Академии наук Латвии (латыш. Latvijas Zinātņu akadēmijas augstceltne) — 21-этажное здание в Риге (площадь Академияс, д. 1), построенное по образцу московских «сталинских высоток». Архитекторы — профессора Освальдс Тилманис, Вайделотис Апситис, Карлис Плуксне, Владимир Шнитников и инженер М. Шпекторов, при участии В. К. Олтаржевского.

## История и эксплуатация
Изначально здание проектировалось как Дом колхозника. Первые три этажа предназначались для общественного использования, верхние этажи — для гостиницы с двухкомнатными номерами и удобствами на этаже.
Строительство продолжалось с 1952 по 1958 годы, полностью сдано в эксплуатацию в 1960 году. Во время возведения высотки впервые в СССР были применены сборные железобетонные конструкции, а для наружной отделки использовались керамическая и глиняная плитка, плиты естественного и искусственного камня. Несмотря на то, что образцом служили московские высотки, и прежде всего гостиница «Украина», сказывалось участие В. К. Олтаржевского в обоих проектах, архитекторы постарались приспособить здание к общему облику старой Риги. Для строительства высотки был разрушен памятник русского классицизма — Гостиный двор в Московском предместье. После окончания строительства здание было отдано Академии наук Латвийской ССР, созданной в 1946 году.
В здании располагаются академические институты, а также центры по исследованию латышского языка, истории и культуры. Здесь располагается Центр исследований по леттонике и до 2014 года хранилась национальная реликвия — шкаф дайн, картотека народных песен.
Во время «Песенной революции» в 1990 году были демонтированы внутренние и внешние украшения здания, имевшие идеологическое значение (барельефы Ленина и Маркса, Стучки и Мичурина, пятиконечная звезда на шпиле и т. д.). Было намерение демонтировать высотную часть здания до 6 этажей, но оно не было осуществлено.
В 2003 году зданию вручено знамя культурного наследия Совета Европы как своеобразному архитектурному объекту середины XX века.
В настоящее время в здании располагается Президиум и администрация Академии наук Латвии, гуманитарные институты, научное издательство «Zinātne», совет по науке и различные исследовательские организации. Большинство помещений высотного здания сдаются в аренду, за счет которой Академия наук выручает деньги на эксплуатацию своего имущества.
Для экскурсий открыта смотровая площадка на 17 этаже здания, на высоте 65 метров. Вход стоит 6 евро..